# Иори
Ио́ри или Иора́ (груз. იორი, азерб. Qabırrı, цахур. Къарби) — река в Закавказье (в восточной Грузии и Азербайджане), текущая с южных склонов Большого Кавказского хребта через Иорское плоскогорье и впадающая в Мингечевирское водохранилище (до появления водохранилища река впадала в Алазани справа). Длина реки — 320 км, площадь водосборного бассейна — 4650 км². Средний годовой расход у села Юхары-Салахлы (43 км от устья) 11,6 м³/с.

## Географическое описание
Верхнее течение — по ущельям, среднее — по Самгорской котловине. Питание снеговое и дождевое.
В среднем течении реки, в районе урочища Чатма были обнаружены незначительные проявления нефти.
Часть вод Иори по Самгорскому каналу подаётся в Тбилисское водохранилище. На Иори и Самгорском канале сооружён Самгорский каскад из четырёх малых ГЭС.

## История
7 ноября 1800 года в битве на реке Иори русским отрядом генералов Василия Гулякова и Ивана Лазарева было разгромлено превосходящее по силам аварское войско Умма-хана IV, что повлияло на предсмертную волю картли-кахетинского царя Георгия XII по вступлению своего государства в российское подданство.

## Название
По мнению акад. И. А. Джавахишвили, название реки произошло от аварского слова ор, означающее «овраг», раньше имевшее значение «ущелье», «ручей».